# Santa Luzia (Kaapverdië)
Santa Luzia (Portugees voor 'Saint Lucia') is een eiland in de geografische regio Ilhas de Barlavento in Kaapverdië en is gelegen tussen São Nicolau en São Vicente. De oppervlakte van het eiland is 35 km².

## Geografie
Het eiland was voorheen het domein van een unieke hagedis.

## Landschap
Het hoogste punt van het eiland is Topona en is 397 meter hoog.

## Geschiedenis
Het eiland was in de 18e eeuw de woonplaats van een kleine populatie landarbeiders. Doordat het eiland steeds meer een woestijn werd, is het eiland door mensen verlaten. Later deed het dienst voor kluizenaars.

## Overig
In de 20e eeuw is er een meteorologisch station gebouwd.
Barlavento-archipel: Boa Vista · Branco · Razo · Sal · Santa Luzia · Santo Antão · São Nicolau · São Vicente

Sotavento-archipel: Brava · Fogo · Maio · Santiago